# بارث إس. كرونين
بارث إس. كرونين هو سياسي أمريكي، ولد في 14 يونيو 1858، وتوفي في 15 فبراير 1933. نشط حزبياً في الحزب الديمقراطي. وقد انتخب عضو مجلس ولاية نيويورك ‏.